# Када будеш моја
Када будеш моја (шп. Cuando seas mía) је мексичка теленовела, продукцијске куће TV Azteca, снимана током 2001. и 2002.
У Србији је приказивана током 2003. и 2004. на локалним телевизијама.

## Синопсис
Палома је млада берачица кафе која сања о томе да једног дана буде успешна. Веома је вредна и две паузе проводи у учењу. Када умре дон Лоренсо Санчез, власник плантаже на којој Палома ради, на хацијенду долазе сви његови наследници. Девојка се на први поглед заљубљује у Дијега, покојниковог унука, који студира у иностранству и планира да се након добијања дипломе врати на имање.
Када се богати наследник и симпатична берачица кафе сретну, осетиће да су две половине једне душе и потпуно ће се предати једно другом.
Он обећава да ће се вратити за годину дана и да ће се оженити вољеном. Недуго после његовог одласка, Палома сазнаје да је трудна и моли Санчезове да јој кажу где је Дијего. Након што они то одбију, девојка одлучи да га сама потражити и креће на пут у Европу, где постаје жртва фотографа који жели да је прода као проститутку, али она успева да му умакне.
Када се Дијего врати на имање, убеђен је да га је Палома издала, а његове сумње појачавају и гласине да се девојка у Европи бави проституцијом. Очајан, жени се породичном пријатељицом Беренис. Палома стиже у Мексико дан након свадбеног весеља и потпуно је разочарана у вољеног мушкарца.
На путу ка помирењу, млади љубавници мораће да се супротставе интригама Дијеговог брата Фабијана и његове супруге Барбаре, који ће учинити све да се докопају огромног породичног богатства…

## Улоге
| Глумац:             | Улога:                                     |
| ------------------- | ------------------------------------------ |
| Силвија Наваро      | Тереса Палома Суарез Елена Оливарес Маргот |
| Серхио Басањез      | Дијего Санчез Серано                       |
| Илијана Фокс        | Дијана Санчез Серано                       |
| Серхио Бустаманте   | Хуан Франсиско Санчез                      |
| Луис Фелипе Товар   | Мигел                                      |
| Марта Кристина      | Беренисе                                   |
| Алехандро Лукини    | Џереми                                     |
| Клаудија Соберон    | Лусеро                                     |
| Родриго Абед        | Фабијан Санчез Серано                      |
| Лаура Падиља        | Соледад Чоле Суарез                        |
| Маргарита Гралија   | Анхела Ваљехо                              |
| Хуан Пабло Медина   | Бернардо Санчез Серано                     |
| Еванхелина Елизондо | Инес Угарте Санчез Серано                  |
| Глорија Пералта     | Марсија Фонталво                           |
| Адријан Макала      | Харолд                                     |
| Фернандо Сарфати    | Ђанкарло Мондријани                        |

## Занимљивости
- Теленовела „Кад будеш моја“ представља прву мексичку верзију колумбијске серије „Кафа са мирисом жене“.
- Прва епизода у Мексику приказана је 7. маја 2001, док је последња, 238. епизода емитована скоро годину касније – 12. априла 2002.
- Насловну нумеру „Cuando seas mia“ отпевала је група Son By Four, а у последњим епизодама користиле су се песме „Entra en mi vida“ i „Kilometros“ од групе Син Бандера али и „Quisiera“ од Хуана Луиса Гере.
- Ово је трећа заједничка теленовела Силвије Наваро и Серхија Басањеза. Пре ове глумили су у теленовелама „La calle de las novias“ и „Каталина и Себастијан“. Три године после овог пројекта исти пар покушао је да понови успех ове теленовеле серијом „La Heredera“, али у томе нису успели.
- Серија је снимана на неколико локација у Мексику и Колумбији.
- Романтичне сцене између Паломе и Дијега, али и Беренисе и Мигела снимане су у Акапулку, а на снимању тих сцена присуствовало је 150 људи.
- Мотивисана успехом која је Азтека постигла са овом серијом, Телевиса је 2007. снимила своју верзију под називом „Опијени љубављу“.